# Dev Patel
Dev Patel (Harrow, Londres, Inglaterra; 23 de abril de 1990) es un actor y director británico de ascendencia india. Protagonizó Slumdog Millionaire (2008), fue parte del elenco de Skins (E4), The Last Airbender, El exótico hotel Marigold (2012) y de la serie The Newsroom (HBO).

## Infancia y juventud
Dev nació en Harrow, Londres. Su madre, Anita, es cuidadora, y su padre, Raj, un consultor de TI. Sus padres son indios musulmanes gujarati. Ambos nacieron en Nairobi, Kenia, donde hay una significativa comunidad india; emigraron a Gran Bretaña por separado en la adolescencia, pero solo se reunieron por primera vez en Londres. Patel se crio en la fe hindú. Patel se crio en Cockfosters, Harrow, y asistió a Longfield Middle School. Tuvo su primer papel como Sir Andrew Aguecheek en la producción de la escuela de Noche de Reyes. Patel recibió un premio a mejor actor por su trabajo. Más tarde asistió a la Escuela Secundaria Whitmore, recibiendo una A* en GCSE Drama, por su "interpretación auto-escrita de un niño en la toma de la escuela de Beslán". Su profesor de teatro Niamh Wright ha declarado: "Dev era un estudiante talentoso que rápidamente me impresionó con su habilidad innata para comunicar una amplia variedad de personajes con imaginación y creatividad. Fue galardonado con la máxima puntuación por su actuación GCSE a una audiencia en vivo. Un examinador visitante fue conmovido hasta las lágrimas por su interpretación tan honesta". Completó sus niveles en PE, Biología, Historia y Arte Dramático en 2007, mientras trabajaba en Skins en la Whitmore High School.

## Carrera actoral

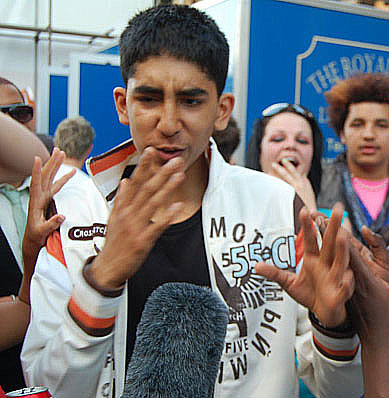
Dev Patel en 2007.

Empezó dentro de la serie reconocida mundialmente de Inglaterra Skins junto a Nicholas Hoult, Hannah Murray, y Mike Bailey. Después en 2008 apareció en la cinta ganadora del Premio Oscar a mejor película Slumdog Millionaire interpretando el papel principal. Finalmente es conocido por su interpretación del Príncipe Zuko en The Last Airbender.
En 2014 interpretó sólidamente al matemático Srinivasa Ramanujan en el film estrenado en 2015, El hombre que conocía el infinito junto a Jeremy Irons.

## Vida personal
Desde 2009 hasta diciembre de 2014 mantuvo una relación con su coprotagonista de Slumdog Millionaire,  Freida Pinto, a la que conoció en el rodaje de dicha película.

## Filmografía

### Cine
| Año  | Título                                    | Papel                         | Notas                          |
| ---- | ----------------------------------------- | ----------------------------- | ------------------------------ |
| 2008 | Slumdog Millionaire                       | Jamal K. Malik                |                                |
| 2010 | The Last Airbender                        | Príncipe Zuko                 |                                |
| 2010 | The Commuter                              | The Commuter                  |                                |
| 2011 | El exótico hotel Marigold                 | Sonny Kapoor                  |                                |
| 2012 | About Cherry                              | Andrew                        |                                |
| 2014 | The Road Within                           | Alex                          |                                |
| 2015 | El nuevo exótico Hotel Marigold           | Sonny Kapoor                  |                                |
| 2015 | Chappie                                   | Deon Wilson                   |                                |
| 2016 | The Man Who Knew Infinity                 | Srinivasa Aiyangar Ramanujan  |                                |
| 2016 | Recuerdos del ayer                        | Toshio (voz)                  | Doblaje en inglés              |
| 2016 | Lion                                      | Saroo Brierley                |                                |
| 2018 | Hotel Mumbai                              | Arjun                         |                                |
| 2018 | The Wedding Guest                         | Jay                           |                                |
| 2019 | The Personal History of David Copperfield | David Copperfield             |                                |
| 2019 | J'ai perdu mon corps                      | Naofel (voz)                  | Doblaje en inglés              |
| 2021 | El caballero verde                        | Gawain                        |                                |
| 2023 | The Wonderful Story of Henry Sugar        | Dr. Chatterjee / John Winston | Películas cortas               |
| 2023 | Poison                                    | Woods                         | Películas cortas               |
| 2024 | Monkey Man                                | Kid                           | Escritor, productor y director |
| TBA  | Rabbit Trap                               | TBA                           | Posproducción                  |

### Televisión
| Año        | Título           | Papel         | Notas                                         |
| ---------- | ---------------- | ------------- | --------------------------------------------- |
| 2007– 2008 | Skins            | Anwar Kharral | 18 episodios                                  |
| 2009       | Mister Eleven    | Camarero      | Episodio: #1.1                                |
| 2010       | True Jackson, VP | Él mismo      | Episodio: "True Royalty"                      |
| 2012– 2013 | The Newsroom     | Neal Sampat   | Protagonista, 3 temporadas                    |
| 2019       | Modern Love      | Joshua        | Episodio: "When Cupid Is a Prying Journalist" |
| 2019       | India From Above | Narrador      | 2 episodios                                   |

## Premios y nominaciones
Premios principales

### Óscar
| Año  | Categoría              | Película | Nominado |
| ---- | ---------------------- | -------- | -------- |
| 2017 | Mejor actor de reparto | Lion     | Nominado |

### Globos de Oro
| Año  | Categoría              | Película | Resultado |
| ---- | ---------------------- | -------- | --------- |
| 2016 | Mejor actor de reparto | Lion     | Nominado  |

### BAFTA
| Año  | Categoría              | Película            | Resultado |
| ---- | ---------------------- | ------------------- | --------- |
| 2008 | Mejor actor            | Slumdog Millionaire | Nominado  |
| 2016 | Mejor actor de reparto | Lion                | Ganador   |

### Sindicato de Actores
| Año  | Categoría              | Película            | Resultado |
| ---- | ---------------------- | ------------------- | --------- |
| 2008 | Mejor reparto          | Slumdog Millionaire | Ganador   |
| 2008 | Mejor actor de reparto | Slumdog Millionaire | Nominado  |
| 2016 | Mejor actor de reparto | Lion                | Nominado  |

### Crítica Cinematográfica
| Año  | Categoría              | Película            | Resultado |
| ---- | ---------------------- | ------------------- | --------- |
| 2008 | Mejor intérprete joven | Slumdog Millionaire | Ganador   |
| 2016 | Mejor actor de reparto | Lion                | Nominado  |

### Satellite
| Año  | Categoría              | Película | Resultado |
| ---- | ---------------------- | -------- | --------- |
| 2016 | Mejor actor de reparto | Lion     | Nominado  |

### Saturn
| Año  | Categoría              | Película            | Resultado |
| ---- | ---------------------- | ------------------- | --------- |
| 2008 | Mejor intérprete joven | Slumdog Millionaire | Nominado  |

Otros premios
Premios Black Reel
| Año  | Categoría              | Película            | Resultado |
| ---- | ---------------------- | ------------------- | --------- |
| 2008 | Mejor actor            | Slumdog Millionaire | Ganador   |
| 2008 | Mejor actor revelación | Slumdog Millionaire | Ganador   |
| 2008 | Mejor reparto          | Slumdog Millionaire | Nominado  |

Premios del Cine Independiente Británico
| Año  | Categoría                     | Película            | Resultado |
| ---- | ----------------------------- | ------------------- | --------- |
| 2008 | Recién Llegado Más Prometedor | Slumdog Millionaire | Ganador   |

Premio Chicago Film Critics Association
| Año  | Categoría            | Película            | Resultado |
| ---- | -------------------- | ------------------- | --------- |
| 2009 | Actor más prometedor | Slumdog Millionaire | Ganador   |

Premios del Cine Europeo
| Año  | Categoría   | Película            | Resultado |
| ---- | ----------- | ------------------- | --------- |
| 2009 | Mejor actor | Slumdog Millionaire | Nominado  |

Premios NAACP Image
| Año  | Categoría              | Película            | Resultado |
| ---- | ---------------------- | ------------------- | --------- |
| 2008 | Mejor actor de reparto | Slumdog Millionaire | Nominado  |

Premios London Film Critics' Circle
| Año  | Categoría               | Película            | Resultado |
| ---- | ----------------------- | ------------------- | --------- |
| 2009 | Actor Británico del Año | Slumdog Millionaire | Nominado  |

Premios MTV Movie
| Año  | Categoría            | Película            | Resultado                             |
| ---- | -------------------- | ------------------- | ------------------------------------- |
| 2008 | Mejor Beso           | Slumdog Millionaire | Nominado(compartido con Freida Pinto) |
| 2008 | Revelación Masculina | Slumdog Millionaire | Nominado                              |

Premios National Board of Review
| Año  | Categoría              | Película            | Resultado |
| ---- | ---------------------- | ------------------- | --------- |
| 2008 | Mejor actor revelación | Slumdog Millionaire | Ganador   |

Premios Online Film Critics Society
| Año  | Categoría        | Película            | Resultado |
| ---- | ---------------- | ------------------- | --------- |
| 2009 | Mejor Revelación | Slumdog Millionaire | Nominado  |

Premios Phoenix Film Critics Society
| Año  | Categoría         | Película            | Resultado |
| ---- | ----------------- | ------------------- | --------- |
| 2008 | Brekout en Cámara | Slumdog Millionaire | Ganador   |

Premios Teen Choice
| Año  | Categoría                    | Película            | Resultado                              |
| ---- | ---------------------------- | ------------------- | -------------------------------------- |
| 2008 | Mejor Actor en Drama         | Slumdog Millionaire | Nominado                               |
| 2008 | Choice Movie Fresh Face Male | Slumdog Millionaire | Nominado                               |
| 2008 | Choice Movie Liplock         | Slumdog Millionaire | Nominado (compartido con Freida Pinto) |

Premios Washington D. C. Area Film Critics Association
| Año  | Categoría              | Película            | Resultado |
| ---- | ---------------------- | ------------------- | --------- |
| 2008 | Mejor Actor Revelación | Slumdog Millionaire | Ganador   |